# Karta Ziemi
Karta Ziemi (ang. Earth Charter) – deklaracja podstawowych zasad i wartości etycznych, postrzeganych przez twórców jako przydatne w budowaniu sprawiedliwego, zrównoważonego i pokojowego globalnego społeczeństwa XXI wieku. „Karta ma na celu rozbudzenie we wszystkich ludziach nowego poczucia globalnej współzależności i współdzielonej odpowiedzialności za dobro całej ludzkiej rodziny, większą społeczność życia oraz przyszłe pokolenia.” (Czym jest Karta Ziemi). Karta Ziemi powstała w wyniku międzynarodowego, międzykulturowego dialogu wokół wspólnych celów i wartości związanych z ideą zrównoważonego rozwoju.
Projekt Karty Ziemi rozpoczął się pod postacią inicjatywy ONZ. Jednym z końcowych postanowień mającej miejsce w 1992 roku Konferencji Narodów Zjednoczonych na temat Środowiska i Rozwoju (Szczyt Ziemi) była deklaracja dotycząca konieczności utworzenia „nowej karty”, poruszającej zagadnienia związków ludzi z przyrodą. Projekt wkrótce przerodził się w inicjatywę społeczną.
Ostateczna wersja Karty Ziemi została zatwierdzona w marcu 2000 roku, w paryskiej centrali UNESCO. 29 czerwca 2000 roku karta została oficjalnie opublikowana podczas mającej miejsce w haskim Pałacu Pokoju ceremonii. Sygnatiuriuszami Karty byli między innymi królowa Holandii Beatrycze oraz premier Ruud Lubbers.
W skład dokumentu Karty Ziemi wchodzi 16 podstawowych zasad, 63 zasad dodatkowych, rozdzielonych pomiędzy cztery główne filary, preambuła oraz zakończenie.